# Daichi Kawashima
Daichi Kawashima (japanisch 川島 大地 Kawashima Daichi; * 21. November 1986 in Kashima) ist ein ehemaliger japanischer Fußballspieler.

## Karriere
Kawashima erlernte das Fußballspielen in der Schulmannschaft der Kashima High School und der Universitätsmannschaft der Tokai-Universität. Seinen ersten Vertrag unterschrieb er 2009 bei Kashima Antlers. Der Verein spielte in der höchsten Liga des Landes, der J1 League. 2011 wurde er an den Erstligisten Montedio Yamagata ausgeliehen. Am Ende der Saison 2011 stieg der Verein in die J2 League ab. Für den Verein absolvierte er 15 Ligaspiele. 2013 kehrte er zu Kashima Antlers zurück. 2014 wechselte er zum Zweitligisten Giravanz Kitakyushu. Am Ende der Saison 2016 stieg der Verein in die J3 League ab. Für den Verein absolvierte er 100 Ligaspiele. Ende 2019 beendete er seine Karriere als Fußballspieler.

## Erfolge
Kashima Antlers
- J1 League

Meister: 2009
- Kaiserpokal

Sieger: 2010